# Rezerwat ścisły
Rezerwat ścisły – rodzaj rezerwatu przyrody. Ochrona ścisła w takim rezerwacie polega na całkowitym wykluczeniu ingerencji człowieka. Służy on wyłącznie celom naukowym i dydaktycznym.